# 우비나스산

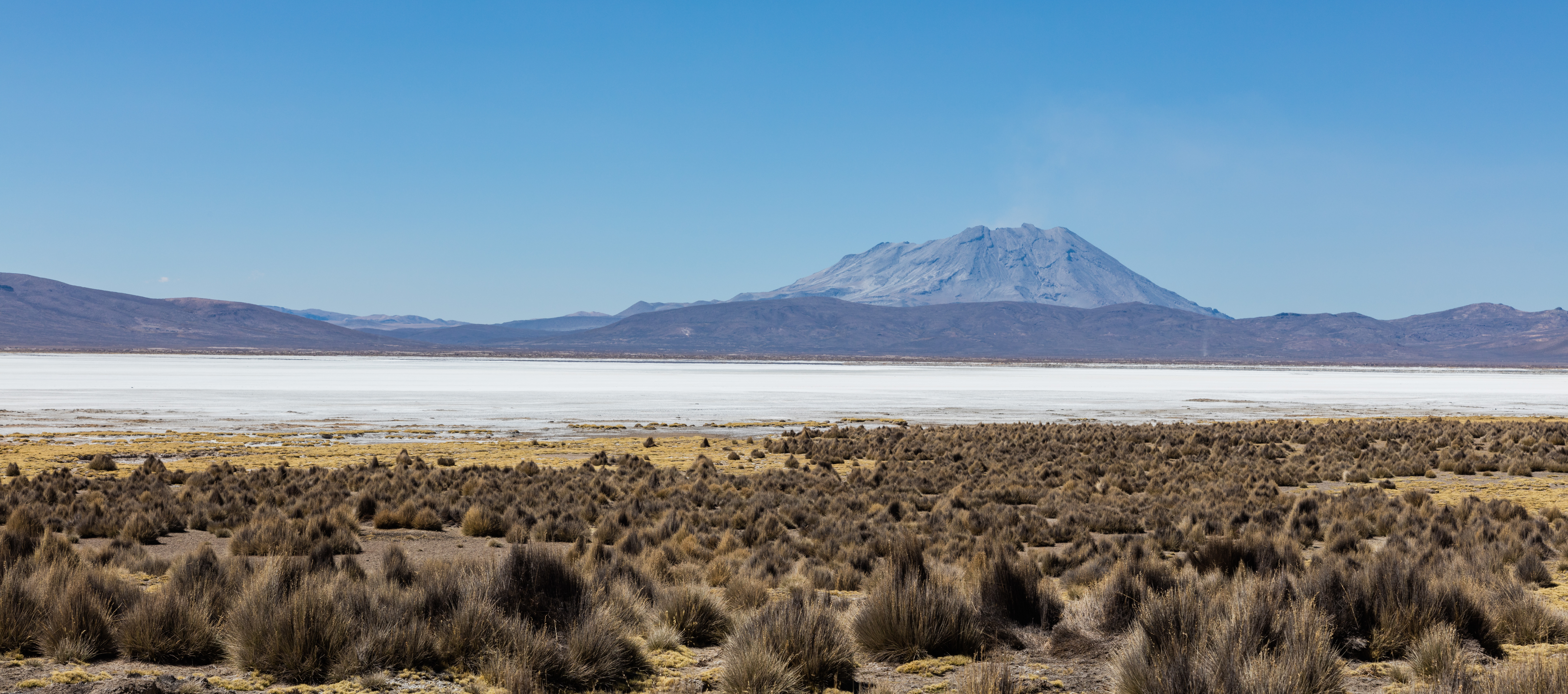

우비나스산(Ubinas)은 페루의 남부에 있는 화산으로, 성층화산이다. 이 화산은 페루에서도 활동이 활발한 활화산이다. 안데스산맥에 위치하고 있으며 현재도 분화 조짐이 계속 나타나고 있다. 현재는 분화를 하지 않으나 옛날에는 분화한 기록이 있다.